# Hôn nhân cùng giới ở New Jersey
Hôn nhân cùng giới đã được công nhận hợp pháp tại tiểu bang New Jersey của Hoa Kỳ kể từ ngày 21 tháng 10 năm 2013, ngày có hiệu lực của một phiên tòa xét xử phán quyết vô hiệu hóa việc hạn chế kết hôn của tiểu bang đối với những người khác giới.
Vào tháng 9 năm 2013, Mary C. Jacobson, Thẩm phán Phân công Thẩm phán Mercer của Tòa án Tối cao, phán quyết rằng do kết quả của quyết định của Tòa án Tối cao Hoa Kỳ vào tháng 6 năm 2013 tại United States v. Windsor, Hiến pháp của New Jersey yêu cầu nhà nước phải công nhận hôn nhân tình dục Quyết định của Windsor cho rằng Chính phủ Liên bang được yêu cầu cung cấp các lợi ích tương tự cho các cặp cùng giới đã kết hôn theo luật tiểu bang như các cặp vợ chồng khác. Do đó, tòa án tiểu bang có lý do tại Garden State Equality v. Dow, bởi vì các cặp cùng giới ở New Jersey bị giới hạn trong kết hợp dân sự, không được công nhận là hôn nhân theo luật liên bang, tiểu bang phải cho phép kết hôn dân sự cho các cặp cùng giới. Phán quyết này, đến lượt mình, dựa vào phán quyết năm 2006 của Tòa án Tối cao New Jersey ở Lewis v. Harris rằng nhà nước được hiến pháp yêu cầu phải có đủ quyền và lợi ích của hôn nhân cho các cặp cùng giới. Tòa án Tối cao đã ra lệnh cho Cơ quan lập pháp Nhà nước sửa chữa vi phạm hiến pháp, bằng cách cho phép kết hôn cùng giới hoặc kết hợp dân sự với tất cả các quyền và lợi ích của hôn nhân, trong vòng 180 ngày. Đáp lại, Cơ quan lập pháp đã thông qua dự luật hợp pháp hóa kết hợp dân sự vào ngày 21 tháng 12 năm 2006, bắt đầu có hiệu lực vào ngày 19 tháng 2 năm 2007.
Năm 2012, Cơ quan lập pháp New Jersey đã thông qua dự luật hợp pháp hóa hôn nhân cùng giới, nhưng nó đã bị Thống đốc Chris Christie phủ quyết.
Sau phán quyết của tòa án xét xử tại Garden State Equality v. Dow, chính quyền Christie đã yêu cầu Tòa án Tối cao tiểu bang cho phép ở lại quyết định chờ kháng cáo. Vào ngày 18 tháng 10 năm 2013, Tòa án Tối cao nhất trí từ chối yêu cầu ở lại. Ba ngày sau, vào ngày phán quyết của tòa án xét xử có hiệu lực và các quan chức địa phương đã bắt đầu cấp giấy phép kết hôn cho các cặp cùng giới, và một số nghi lễ đám cưới đã được thực hiện, Thống đốc đã rút đơn kháng cáo của nhà nước. Hành động này đã loại bỏ trở ngại tiềm năng cuối cùng đối với các cuộc hôn nhân cùng giới trong tiểu bang.